# Россано Пінті
Россано Пінті (італ. Rossano Pinti, нар. 19 січня 1958, Фоліньйо) — італійський футболіст, що грав на позиції воротаря.

## Ігрова кар'єра
Народився 19 січня 1958 року в місті Фоліньйо. Вихованець футбольної школи клубу «Перуджа». Дорослу футбольну кар'єру розпочав 1975 року в основній команді того ж клубу, в якій провів два сезони, взявши участь у 3 матчах Серії А. 
Згодом з 1977 по 1981 рік грав у складі нижчолігових команд «Фано», «Віз Пезаро», «Салернітана» та «Монополі», а завершив ігрову кар'єру у команді Серії С2 «Турріс», за яку виступав протягом 1981—1982 років.

## Виступи за збірні
Залучався до складу молодіжної збірної Італії, у її складі був учасником молодіжного чемпіонату світу 1977 року, де був дублером Джованні Галлі і на поле не виходив, а італійці не змогли вийти з групи.